# Mór Rázsó
Izidor Rázsó, detto "Mór" (27 dicembre 1896 – 1945), è stato un calciatore ungherese, di ruolo attaccante.

## Carriera
Ala destra, raggiunse i maggiori successi della sua carriera dopo i 30, quando si unì al Ferenvcvaros. Con la squadra di Budapest vinse 2 campionati ungheresi (1926–27, 1927–28), 2 Coppe nazionali (1927, 1928) ed 1 Coppa Mitropa (1928).